# Lisa on Ice
«Lisa on Ice» (рус. Лиза на льду) — восьмой эпизод шестого сезона мультсериала «Симпсоны».

## Сюжет
Директор Скиннер на школьном собрании говорит всем ученикам начальной школы, какие предметы им не удаются. Когда Лиза выходит, она, к своему ужасу, обнаруживает, что у неё двойка по физкультуре. Когда она обращается к учителю, она говорит ей, что между ними может быть достигнут компромисс: Лиза получит проходной балл, если присоединится к спортивной программе вне школы. Она сразу же пробует несколько вариантов, но во всех она терпит неудачу, и её самооценка падает. Позже Симпсоны идут на игру команды Барта «Могучие свиньи», которых тренирует шеф Виггам против команды «Клюшки „На скорую руку“», которых тренирует Апу. После игры Барт начинает кидать мусор с трибун на Лизу своей хоккейной клюшкой, что замечает Апу, который видит, что Лиза хорошо отбивается от мусора, и берёт её в свою команду в качестве вратаря. Хотя Лиза не имеет никакого интереса к хоккею, но соглашается, потому что это единственный способ получить проходной балл. Как оказалось, Лиза очень талантлива, и Апу говорит, что это лучший сезон для его команды.
Благодаря подаче Гомера между Бартом и Лизой появляется конкуренция, и она ликует, когда они узнают, что «Могучие свиньи» сразятся против «Клюшек „На скорую руку“» в следующем матче. Лиза и Барт одинаково хорошо играют в этом матче. За четыре секунды до конца Джимбо Джонс ставит Барту подножку, давая ему решающее пенальти против Лизы. Однако, когда они сталкиваются друг с другом, они оба вспоминают, как помогали друг другу до своей вражды. Каждый из них отбрасывает хоккейное оборудование, они обнимаются и матч заканчивается вничью. Мардж говорит, что гордится ними, а Гомер рыдает, считая их неудачниками. Не удовлетворившиеся результатом, жители Спрингфилда начинают беспорядки и громят стадион.

## Культурные отсылки
- Когда Мо приходит к Симпсонам, чтобы посмотреть, есть ли у них травмы, влияющие на игру, и Мардж его прогоняет, он говорит: «Они собираются отрезать мои большие пальцы». Это — отсылка к фразе «Чарли, они отрезали мои большие пальцы» персонажа Эрика Робертса из фильма «Крёстный отец Гринвич Виллидж».
- Керни показывает Дольфу свой карманный персональный компьютер Apple Newton. Когда Дольф пишет напоминание: «Отделать Мартина», но в нём включается распознавание рукописного ввода и напоминание исправляется на «Отведать Марту», после чего Керни кидает его в Мартина, ссылаясь на то, что распознавание рукописного ввода плохо влияет на Newton.

## Отношение критиков и публики
В своём первоначальном американском вещании эпизод стал 34-м, с 11,6 миллионами по рейтингу Нильсена. Это был второй самый высокий рейтинг шоу на сети Fox за ту неделю. Эпизод получил положительные отзывы от критиков. Авторы книги «I Can’t Believe It’s a Bigger and Better Updated Unofficial Simpsons Guide» Уэрэн Мартин и Адриан Вуд написали: «Это сказочный эпизод для Барта и Лизы, хотя и нечестно маленькое появление мисс Крабаппл.»  Гид DVD Verdict Райан Кифер написал: «Эпизод один из немногих, где Лиза становится главной героиней, что мне нравится наблюдать» и поставил B. Гид «DVD Talk» Аарон Бирли написал: «Есть определённые смешные моменты серии, сладкий-добродушный способ, чтобы эпизод закончился ни разу не сидя справа от меня». «ESPN.com» назвал эпизод пятым лучшим спортивным эпизодом в шоу. «Orlando Sentinel» с Грегори Харди назвал эпизод седьмым лучшим спортивным эпизодом шоу.
Адам Финли из «TV Squad» дал эпизоду положительную оценку, написав: «Эпизод является нанизанным на вертел родителей, которые стали принимать слишком большое участие в спортивном будущем своих детей, что, в свою очередь, должно быть уроком в совместной работе, пытаясь, чтобы они сделали всё от них зависящее, и изящно отсылают к Римскому Колизею, где взрослые заставляют выполнять насильственные фантазии своих детей. Гомер абсолютно прорывается в этом эпизоде, насмехаясь над своими детьми, когда они проигрывают или хвалит их, когда они выигрывают, и это не просто Гомер. Для Мардж хорошо то, что она остаётся дипломатичной, но даже она начинает кричать, когда Барту ставят подножку.» 